# Rionegro Águilas
Águilas Doradas är en fotbollsklubb från Colombia från staden Rionegro som grundades den 16 juli 2008. Ursprungligen grundades klubben i Itagüí, men flyttade därifrån säsongen 2014. Vid grundandet kallades klubben för Itagüí Ditaires, men bytte under säsongen 2014 namn till Águilas Pereira, då klubben först flyttade till staden Pereira. Men i mars 2015 flyttades klubben återigen, denna gång till Rionegro, och bytte därmed namn till det nuvarande namnet. Laget spelade inledningsvis på Estadio Metropolitano Ciudad de Itagüí (12 000 åskådare vid fullsatt), sedan på Estadio Hernán Ramírez Villegas (30 313 åskådare) men numera på Estadio Alberto Grisales, som tar 14 000 åskådare.
Klubben gick upp i den högsta divisionen i Colombia efter säsongen 2010 då klubben vann Categoría Primera B. Redan den första säsongen, 2011, lyckades laget placera sig på andra plats i Torneo Finalización och gick således till slutspel, där laget däremot åkte ut redan i kvartsfinalen. Säsongen därefter, 2012, lyckades Itagüí Ditaires gå till slutspel under både Torneo Apertura och Finalización och kvalificerade sig därmed även för Copa Sudamericana 2013 - det första internationella deltagandet för klubbens del - vilket klubben även gjorde säsongen därefter.